# Pericón (danza)
El pericón es una danza del folclore,  en Argentina, Chile, Uruguay y Paraguay. Esta danza consiste en un conjunto de parejas sueltas e interdependientes, generalmente ocho., hay autores como Carlos Vega que afirman que evoluciona a partir del cielito (contradanza evolucionada, que proviene de la "country dance" británica o "contradanza original", la cual llegó a Argentina sobre 1731, y a su vez es la antecesora directa de todas las contradanzas existentes). Mientras que otros como Cédar Viglietti o Mirta Amarilla Capi afirman que tanto el cielito como el pericón tienen su origen en la contradanza.
Las primeras referencias a esta danza fueron realizadas por Espinosa y Tello en 1794 en el marco de la "Expedición científica Malaspina" que recorrió extensas zonas de América Latina. Sobre estos escritos hay discrepancias respecto a dónde fueron realizados; autores como Lauro Ayestarán afirman que fueron tomados en alguna zona de lo que actualmente es Uruguay, mientras que otros afirman que Espinosa y Tello escribía sobre su experiencia en tierras que actualmente forman parte de Argentina. Por otra parte, C. Viglietti, comenta que los escritos de Espinosa presentan algunas inconsistencias y errores, como, por ejemplo, afirmar que el malambo se cantaba.
A su vez, existen ciertas discrepancias respecto a su lugar de origen exacto. Algunos autores, como Carlos Vega, ubican su nacimiento en la actual Argentina, mientras que otros sostienen que se habría originado en tierras del actual Uruguay.
La danza es conocida como "pericón nacional" en Uruguay y Argentina, aunque en este último país también suele recibir el nombre de "danza nacional". 

### Historia
El Pericón junto al cielito y la media caña, forman un grupo de danzas evolucionadas en  Uruguay y Argentina a partir de la contradanza europea. Son frecuentemente mencionados de forma conjunta en documentos fechados en las primeras décadas del siglo XIX. Algunas veces sus nombres se asociaban, como en "cielito apericonado" o "pericón de media caña", un hecho que ha llevado a algunos estudiosos a creer que tienen un origen en común. Desde el punto de vista de su coreografía, las tres danzas son contradanzas o cuadrillas, o sea que las parejas coordinan sus movimientos para realizar diversas figuras. Tanto el cielito como el pericón eran muy populares durante la primera mitad del siglo XIX; luego de caer en desuso en parte de la segunda mitad, fueron recuperados por el circo y los movimientos tradicionalistas hacia el final del siglo.

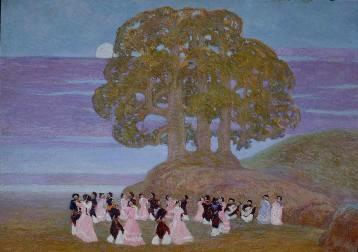
Pericón, óleo de Pedro Figari

El Cielito apericonado o pericón fue un estilo musical antes de ser una danza. Estilo musical: varias canciones con variaciones rítmicas sobre una base rítmica típica; danza: una sola canción, con un solo ritmo y una sola letra (si es que tiene letra), con una sola coreografía; no tiene variaciones. El Pericón es, al igual que la Media Caña, una evolución del cielito, el cual a su vez, es una evolución de la contradanza o "country dance" británica, llegada a Buenos Aires a principios del siglo XVIII. En Argentina evolucionan el cielito, el pericón y la media caña a partir de la contradanza.
Cuando los Podestá sustituyen el gato por el pericón, toman un pericón que aprenden con campesinos uruguayos. Para esa época el Pericón ya casi se había extinguido como género musical (tanto en Argentina como en Uruguay). Los Hermano Podestá "lo rescatan”. Esto es posible por campesinos uruguayos, que a pedido de un amigo de José Podestá, le enseñan un pericón a J. Podestá.
La actual canción "Pericón Nacional", fue escrita originariamente por J. Podestá. Este y su hermano A. Podestá lo llaman Danza Nacional Argentina finales del siglo XIX. 
Más tarde, Gerardo Grasso, toma la parte del quinto acto de la obra original de J. Podestá, y transcribe la partitura (ejecutada por orquesta) reduciéndola a piano. Meses más tarde, Grasso Publicaría a esa partitura como "Pericón Nacional". Cabe resaltar que esta partitura era una adaptación al piano de una partitura más extensa escrita por J. Podestá, un actor y compositor hijo de italianos, nacido en Montevideo, que vivió gran parte de su vida en Argentina, basada en melodías tradicionales de Pericón de la región de la pampa argentina. La obra de J. Podestá se denomina "Pericón por María".
Actualmente el Pericón sigue siendo la Danza Nacional de Argentina.

### Inicios
En sus comienzos, esta tradicional danza, al igual que la media Caña, fue una variante del cielito. Algunos autores [¿quién?] afirman que esta variante, se bailó con la ayuda de un bastonero, el cual recibía el nombre de "pericón", ya que él era el encargado de dictar las figuras, a la voz de aura ("ahora"). Es por esta razón que a la variante de la danza, se la llamó cielito apericonado. Con el transcurso del tiempo esta variante empezó a tomar importancia, distinguiéndose de aquella como danza independiente, adquiriendo el nombre de Pericón.
Ya en 1794, durante la Expedición Científica Española comandada por Alejandro Malaspina, el Teniente de navío José Espinosa Y Tello -quien cruzó los Andes y la Pampa, partiendo de Valparaíso y llegando a Buenos Aires, desde donde pasó a Montevideo para reunirse con el resto de la expedición y volver a Europa-, menciona acerca del hombre de campo: "juegan o cantan una raras seguidillas, desentonadas, que llaman de cadenas, o el pericón, o malambo, acompañándolo con una desacordada guitarrilla, que siempre es un tiple."
Otra referencia importante la hace Domingo F. Sarmiento en su libro Recuerdos de Provincia (1850) en el que describe que en 1826, durante su juventud, «hemos fandangueado todos los domingos de un año enredándonos en pericones y contradanzas en San Francisco del Monte de Oro, en la sierra del norte de San Luis».

## Traslado a Chile
Este baile fue llevado en 1817 por José de San Martín a Chile, donde empezó a tomar gran difusión, al igual que el cuándo, el cielito y la sajuriana —también llevados por San Martín y su ejército a Chile—.[cita requerida]
En dicho país se le denominó pericona —su nombre original proviene del título que antaño se daba a quien dirigía el baile, «pericón» o «perico», y que en Chile fue llamado comúnmente «bastonero»—, siendo una variante de dos parejas sueltas, con pañuelo, interdependientes.[cita requerida]
Desde más o menos 1835, se ha conocido como «pericona» en Chiloé, donde se baila en todas las fiestas profanas y en algunos otros sectores del sur de Chile.

## Sudamérica
El pericón también se baila en otros países sudamericanos, como en el sur de Brasil, donde su ingreso se atribuye a Pedro José Viera, apodado 'Perico el Bailarín', y Paraguay.[cita requerida]

## Coreografía
En términos de estructura, la pericona está formada por una seguidilla de cuatro a siete versos. Su danza tiene una amplia gama coreográfica. Los bailarines, todos con pañuelo en mano, se ubican en las cuatro esquinas de un cuadrado; los hombres en línea diagonal, con su compañera al frente. A lo largo de la música van cambiando constantemente de puesto de distinta forma: en cuadrados, con desplazamientos semicirculares, giros y contragiros, cambios de frente, etc. La figura más característica es la que describe tres veces un número ocho. Todo con pasos caminados, escobillados y zapateados a pie entero.
En el final de la danza, los cuatro bailarines se juntan en el centro del cuadrado dando los hombres un salto alto y violento, cayendo sobre los dos pies paralelos y levantando el pañuelo.

## Actualidad
Actualmente tiene poca vigencia como danza popular, bailándose solo en eventos culturales o en las escuelas. 
En el Uruguay, es una tradición que el Pericón Nacional Uruguayo se enseñe y se baile en el sexto año de escuela primaria (el último año de escuela). No se considera obligatorio, pero no es bien visto que uno no lo baile. 
En el año 2007, el Congreso Argentino declaró danza nacional argentina al pericón. A su vez, al día de hoy en Argentina han llegado solo 2 canciones con ritmo de pericón, el "Pericón Nacional" y el "Pericón por María"; en Chiloé también se baila solo en eventos culturales y existen al menos cuatro periconas tradicionales: la de Calen, la de Cucao, la de Llaullao y la pericona macho.
En la actualidad se baila en forma continua todos los años, el día 25 de mayo, en la Villa 25 de Mayo, San Rafael Mendoza, llegando en el año 2015, a su séptima edición, con la participación de miles de bailarines.
El 15 de junio del 2023, el Ministerio de Educación y Cultura de Uruguay, declaró al pericón nacional como patrimonio cultural inmaterial del Uruguay.